# Ratusz w Środzie Śląskiej

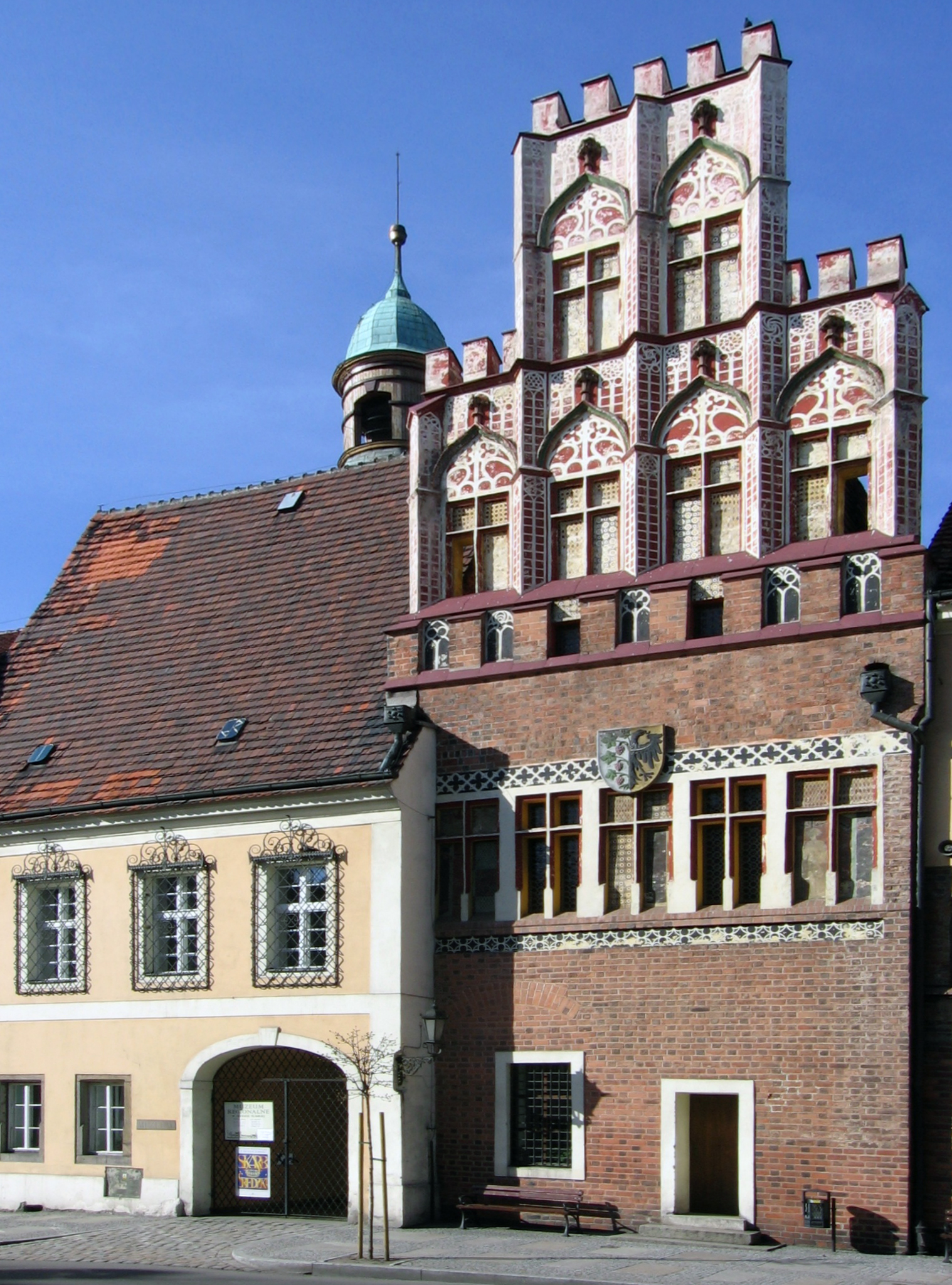
Południowa fasada ratusza

Ratusz w Środzie Śląskiej – gotycka budowla wzniesiona w XV wieku, położona w bloku zabudowy śródrynkowej. Ratusz był kilkakrotnie przebudowywany i remontowany. Jest siedzibą władz miejskich, jak również obecnie mieści się w nim muzeum regionalne.

## Historia
Budowę ratusza Środzie Śląskiej rozpoczęto od wieży, którą wzniesiono w pierwszej połowie XIV wieku. W wieku XV do wieży dobudowano bryłę, którą przerabiano w latach 1552 i 1589-1593. W latach 1798–1799 nadbudowano wieżę, a XIX wieku i na początku XX dokonano niewielkich przeróbek ratusza. W latach 1974–1978 przeprowadzono kapitalny remont budowli.

Decyzją wojewódzkiego konserwatora zabytków z dnia 21 grudnia 1964 roku ratusz został wpisany do rejestru zabytków.

## Architektura
Obecnie ratusz to zespół budynków zgrupowanych wokół niewielkiego, wewnętrznego dziedzińca. Najstarszy jest budynek położony na osi bloku śródrynkowego, posiadający dwie kondygnacje i odsłonięty na początku XX wieku późnogotyckim, profilowanym szczytem. Od strony zachodniej do korpusu budowli przylega gotycka, czworoboczna wieża z tarczami zegarowymi w górnej części, nakryta barokowym hełmem z latarnią. W środku znajduje się pięć umieszczonych pionowo izb, a pierwotnie wieża służyła jako więzienie i katownia. Najokazalsza jest fasada południowa, zwieńczona gotyckim, trójkątnym, schodkowym szczytem, ozdobionym ślepymi blankami. Ponad blankami znajdują się przedzielone pilastrami wnęki z trójkątnymi blendami, zakończone łukami w formie oślich grzbietów. Na piętrze jest reprezentacyjna sala z zachowanym gotyckim sklepieniem trójdzielnym, na którym są fragmenty polichromii z XVII wieku.

Obecnie w budynku mieści się Muzeum Regionalne w Środzie Śląskiej.